# غيزا الثاني
غيزا الثاني (المجرية: II. Géza؛ الكرواتية: Gejza II؛ السلوفاكية: Gejza II؛ 1130 - 31 مايو 1162)؛ كان ملك المجر وكرواتيا منذ 1141 إلى 1162، بحيث أنه الابن البكر لأعمى بيلا الثاني ملك المجر وزوجته هيلينا الصربية، عندما توفي والده كان لا يزال طفلاً مما أصبح تحت وصاية والدته وخاله بلوش، كان المتظاهر بالعرش بوريس كالمنوس الذي طالب بحقه في العرش خلال عهد والده قد استولى على بريسبورغ (الآن براتيسلافا في سلوفاكيا)؛ بمساعدة المرتزقة من الألمان في أوائل عام 1146 إلا أن غيزا استطاع الدخول المدينة دون قتال بعد رشوة المرتزقة، رداً على ذلك قام غيزا الذي بلغ سن الرشد في نفس العام بغزو النمسا التي ساعدت المتظاهر وهزيمة هنري الثاني مارغريف النمسا.
على الرغم من أن العلاقات الألمانية المجرية ظلت متوترة، إلا أنه لم تحدث مواجهات كبيرة عندما سار الصليبيون الألمان عبر المجر في يونيو 1147، وبعد شهرين عندما وصل لويس السابع ملك فرنسا وجيشه برفقة بوريس كالمنوس الذي حاول الاستفادة من الحملة الصليبية للعودة إلى المجر، رفض لويس السابع تسليم بوريس إلى غيزا، ولكنه منعه من الاتصال بمؤيديه في المجر وقد عبر معهم إلى القسطنطينية، انضم غيزا إلى التحالف الذي شكله لويس السابع وروجر الثاني ملك صقلية ضد كونراد الثالث ملك ألمانيا والإمبراطور البيزنطي مانويل الأول كومنينوس.
تدخل غيزا ست مرات على الأقل بمعارك كييف بمساندة صهره إيزياسلاف الثاني أمير كييف المعظم إما عن طريق إرسال تعزيزات أو عن طريق قيادة قواته شخصيًا إلى كييف روس بين عامي 1148 و1155، كما شن حروبًا ضد الإمبراطورية البيزنطية والتي ساند فيها كذلك أبناء خواله حكام إمارة صربيا الكبرى، ولكنهم لم يتمكنوا من منع البيزنطيين من استعادة سيطرتهم عليها، وفي أواخر عقد 1150 نشبت النزاعات بينه وبين إخوته الصغار إسطفان ولازلو الذين فروا من المجر واستقروا في بلاط الإمبراطور مانويل بالقسطنطينية، وكذلك دعم غيزا الإمبراطور فريدرش الأول ضد الرابطة اللومباردية بالقوات المساندة بين 1158 و1160، بعد أن انتخب الكرادلة الذين دعموا الإمبراطور فريدرش الأول البابا فيكتور الرابع، اعترف غيزا بشرعيته في عام 1160، ولكن في غضون عام غير موقفه وأبرم اتفاقًا مع خصمه البابا ألكسندر الثالث، قبيل وفاته أعطى غيزا دوقية منفصلة لابنه الثاني بيلا.
في عهده استقر أسلاف ساكسون ترانسيلفانيا في المجر، وأيضا استقر في عهده الفرسان من أوروبا الغربية والمحاربون المسلمون من سهول بونتيك في المجر خلال هذه الفترة، حتى أن غيزا سمح لجنوده المسلمين بأخذ محظيات من خلال شنهم للحروب، وأيضا خلال عهده زار الرحالة المسلم أبو حامد الغرناطي المجر واستقر فيها بين عامي 1150 و53.
توفي غيزا الثاني في 31 مايو 1162 وخلفه ابنه البكر إسطفان الثالث، ولكن أخوته إسطفان ولازلو عادوا إلى المجر مدعومين بقوة من البيزنطيين، وتمكنوا من نبذ ابنه إسطفان الثالث وتتويج لازلو الثاني بدلا عنه ثم من بعده إسطفان الرابع، ولكن ابنه إسطفان استمر في الكفاح حتى هزيمة الأخير في 1163.

## الذرية
تزوج غيزا الثاني من يوفروزينا الكييفية في 1146 هي ابنة ميستسلاف الأول أمير كييف المعظم، وانجبت له:-
- إسطفان الثالث (1147 - 4 مارس 1172)؛ خليفة والده، تزوج من أغنيس النمساوية، لهم أبناء توفي صغار.
- بيلا الثالث (1148 - 23 أبريل 1196)؛ خليفه شقيقه، تزوج مرتين أولا من أغنيس الأنطاكية ومارغريت الفرنسية، له ذرية من الأولى.
- إليزابيث (1149 - 1189)؛ تزوجت من فريدريك دوق بوهيميا، لهم ذرية، يعتبروا سلف أسرة فيتلسباخ العريقة.
- غيزا (حوالي. 1151 - ؟)؛ مدعي للعرش في عهد شقيقه بيلا، تزوج من امرأة بيزنطية، لهم ذرية.
- أرباد، توفي وهو صغير.
- أودولا (1156 - 1199)؛ تزوجت من أحد أفراد أسرة برميسل.
- هيلانة (1158 - 25 ديسمبر 1199)؛ تزوجت من ليوبولد الفاضل دوق النمسا، لهم ذرية.
- مارغريت (بعد وفاته 1162 - قبل.1208)؛ تزوجت مرتين.